# 榛澤成清
榛澤 成清（はんざわ なりきよ、生年不詳 - 元久2年6月22日（1205年7月10日））は、鎌倉時代の武将。畠山重忠の家臣。通称六郎。

## 略歴
父は丹党の新里成房。『源平盛衰記』によると成清の母親は畠山の乳母とあるため、重忠と乳兄弟であったと考えられている。成清は1156年に源義朝に従い保元の乱、1159年に畠山重能に従い平治の乱に従軍している。1205年、畠山重忠の乱で討死した 。埼玉県深谷市には現在も指定旧跡として榛沢六郎成清館・供養塔が残っている。